# ヴォロドィームィル・ラドチェンコ
ヴォロドィームィル・ラドチェンコ（ウクライナ語：Володимир Iванович Радченко, 1948年10月23日 - 2023年1月4日）は、ウクライナの政治家。キーウ生まれ。ソ連国家保安委員会（KGB）出身のシロヴィキ。ウクライナ上級大将。

## 来歴
1971年、キエフ軽工業技術大学を卒業。1971年9月～1972年9月、ミンスクのソ連KGB高等課程、1986年、KGB高等赤旗学校附属課程（防諜専攻）を修了した。
ウクライナ・ソビエト社会主義共和国KGBキーウ・キーウ州局副課長、課長職で働く。1990年～1991年、ロヴェンキ州国家保安局副課長。1990年10月から1991年7月までソ連KGB現役予備、その後、1992年1月までウクライナ・ソビエト社会主義共和国KGBロヴェンキ州局副局長だった。
1992年1月、ウクライナ保安庁（SBU）テルノポリ州局長に任命。1994年3月からSBU汚職・組織犯罪対策担当副長官。
1994年7月28日、内務相に任命(21日から28日までは代行、その後正式に任命)。1995年7月3日に内務大臣を解任され、1995年7月3日から1998年4月22日までSBU長官。1998年4月22日からウクライナ国家安全保障・国防会議第一副書記。2001年2月10日、SBU長官に再任。
2003年9月2日、レオニード・クチマは、ラドチェンコをSBU長官から解任し、同年6月のイェヴヘーン・マルチュークの国防相転任以来空席だったウクライナ国家安全保障・国防会議書記に任命した。
2007年1月12日、最高会議はラドチェンコを副首相に任命した。
2023年1月4日、キーウで亡くなった。

## 階級
1995年5月7日より、大将。
2001年より、ウクライナ上級大将。